# Neuestes Conversationslexikon für alle Stände
Das Neuestes Conversationslexikon für alle Stände – Von einer Gesellschaft deutscher Gelehrten bearbeitet. wurde zwischen 1832 und 1838 durch die „Brüggemann’sche Verlags-Expedition“ veröffentlicht und besteht aus vier Doppelbänden; auch als Brüggemannsche-Lexikon bekannt und durch Carl Brüggemann sowie Anton Johann Gross-Hoffinger herausgegeben. Der Inhalt orientiert sich an die zwischen 1827 und 1830 erschienene 7. Auflage des Brockhaus. Die bis dahin veröffentlichten Ausgaben bilden die Grundlage des 15-bändigen von 1846 bis 1852 erschienenen Wigand's Conversations-Lexikon und einen Supplementband.
Weniger bekannt als die drei namhaften Konversationslexika des 19. Jahrhunderts – Brockhaus, Meyers Konversations-Lexikon und Herders Conversations-Lexikon –, waren das Universal-Lexikon der Gegenwart und Vergangenheit von Heinrich August Pierer sowie das Neuestes Consversationslexikon für alle Stände liberaler formuliert.

## Beschreibung
Das Lexikon mit jeweils aus fünf Bünden und zwei grünen Rückenschildern versehen Halbledereinbänden und den zusätzlichen Goldprägungen wurden bei Bönickes Sohn in Leipzig gedruckt. Die Buchdeckel sind marmoriert und mit Lederecken gefasst und die Ausgabe verfügt über einen dreiseitigen Braunschnitt.
Die grünen Rückenschilder im oberen Drittel des Einbandes sind mit dem in Gold geprägten Schriftzug CONVERSATIONS LEXIKON (zweizeilig) ausgeführt.
Im unteren Drittel sind die Rückenschilder (in gleicher Ausführung) mit 1.2. Band und mit A-E., mit 3.4. Band und mit F-L., mit 5.6. Band und mit M-R. sowie mit 7.8. Band und S-Z. ausgeführt und vereinfachen somit die Einordnung in Bibliotheken.
Die im Format 27 × 19 cm gestalteten vier Doppelbände beinhalten jeweils zwei Bände und verfügen mit 1093 (491- und 542 Seiten), 1006 (594- und 512 Seiten), 1208 (576- 632 Seiten) und 1005 Seiten (495- und 510 Seiten) über einen Gesamtumfang von mehr als 4310 Seiten. Der Text ist zweispaltig gedruckt.
Acht Frontispize leiten jeden Band ein, wobei für diese Ausarbeitung die „F. W. Goedsche & Steinmetz“ in Meißen genannt sind.
Alle Bände beinhalten insgesamt 38 ganzseitige und teils ausklappbare Abbildungen, von denen 15 naturwissenschaftliche Themen, 8 Porträts, 8 Städteansichten, 6 Bauwerke und den vertikalen Schnitt einer Mine wiedergeben.
Nach der Insolvenz des Verlages veröffentlichte Otto Wigand (1795–1870) gemeinsam mit J. F. Leich den dritten Doppelband (Band fünf und Band sechs), um anschließend den vierten Band (Band sieben und Band acht) 1838 zu veröffentlichen.